# 烏廷梧
烏廷梧（？—？），陕西西安人，清朝政治人物。监生出身。
同治元年（1862年），擔任清朝廣州府新安縣知縣。后由李灝接任。